# Vila se Sušárnou a skladem chmele Gustava Epsteina a Adolfa Mendla
Vila se Sušárnou a skladem chmele Gustava Epsteina a Adolfa Mendla je secesní areál tvořen vilou, zahradním pavilonem a skladem se sušárnou na chmel, který se nachází ulice Kovářská pod čp. 1257 a 753 v Žatci. Od roku 2021 je celý areál zapsán jako kulturní památka v Ústředním seznamu nemovitých kulturních památek České republiky. Památkově chráněná budova se nachází na území Krajiny žateckého chmele.

## Historie
Tento areál byl vyprojektován podle návrhu architektů Fuchse & Kolbeho (Wilhelm Fuchs a Hildebert Kolbe) a začal se stavět roce 1913 pro obchodní firmu Epstein, Mendl & Grube. Emil Grube v září roku 1912 ale zemřel. Tato firma je uváděna v seznamu obchodníků s chmelem již od roku 1889, ale v roce 1938 byla firma zrušena a vymazána z rejstříku. Celý areál byl navržen s důrazem na propojení reprezentativní vily s výrobními a skladovacími objekty. Po únorových událostech 1948 sloužil národnímu podniku Výkupní sklad chmele a ve vile bydleli jejich zaměstnanci. V padesátých letech byl ve skladu vybudován výtah a v roce 1964 lisy na chmel. Po roce 2000 je sklad nevyužívaný a je majetkem CHMELAŘSTVÍ, družstvo Žatec a vila je v soukromém vlastnictví.
Celý areál je od 15. ledna 2022 kulturní památkou v Ústředním seznamu nemovitých kulturních památek České republiky.

## Struktura a architektura

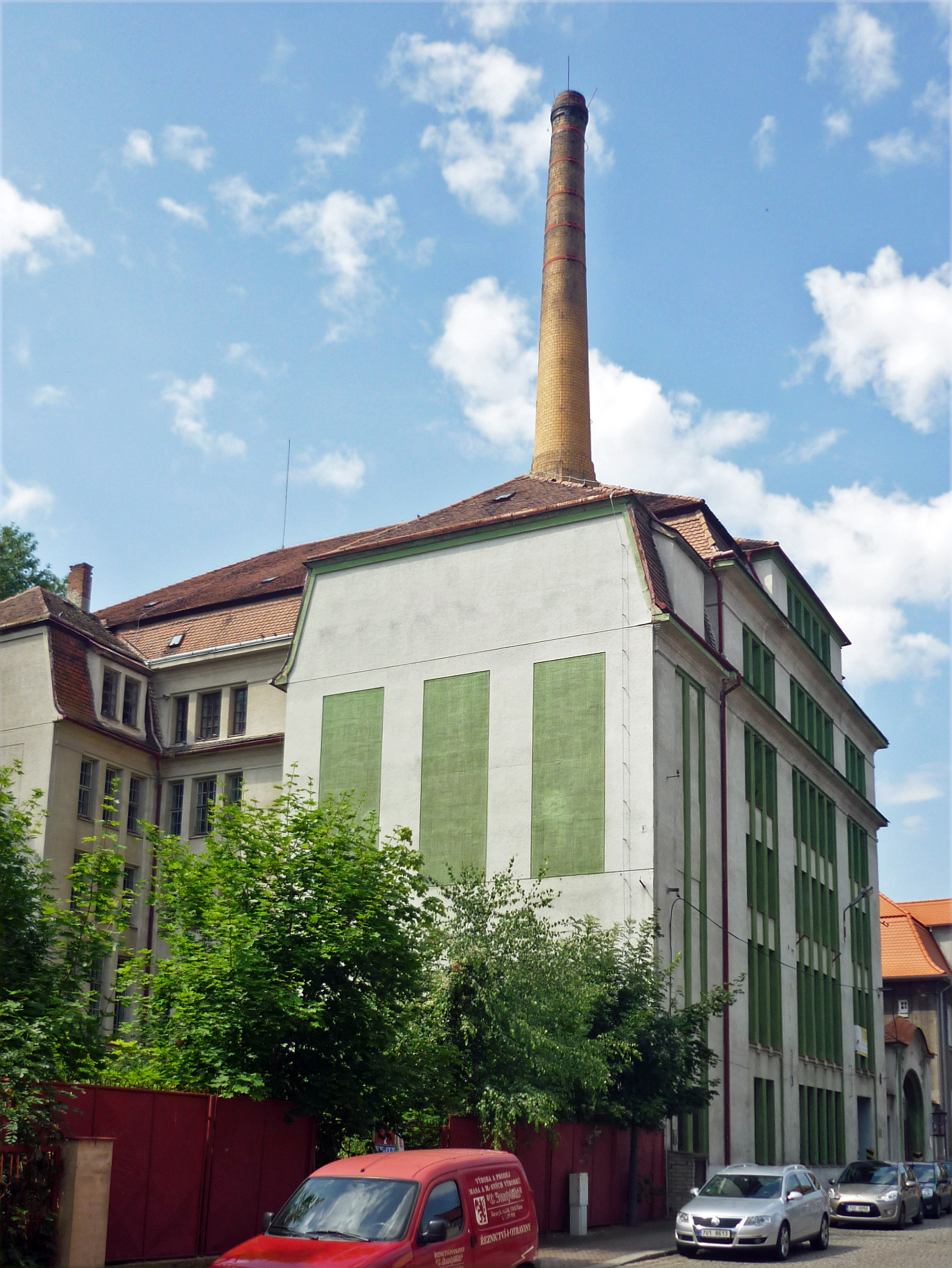

### Sklad a sušárna chmele čp. 753
Budova, vybudovaná v roce 1913, je zděná čtyřpatrová stavba s mansardovou střechou, kde se nachází další dvě patra. Fasáda je členěna lisénovými vertikálními rámy, v nichž jsou skryty pilíře, které vyztužují obvodové stěny. Má hranolové průběžné meziokenní pilíře a profilované římsy nad čtvrtým podlažím a pod mansardovou střechou. Hlavní hřeben mansardové střechy je kolmo na uliční průčelí , přičemž štítové rizality mají valbovou střechu. Okna hlavního průčelí odpovídají průmyslovému charakteru a jsou rozdělena na jednotlivé tabulky. V jihovýchodním průčelí se nachází přístavek syrných komor a komunikačního prostoru a ve východní části je umístěn tovární komín pro síření a sušení chmele. V sířicí komoře zůstaly zbytky topeniště a lísky a ve skladu jsou dochované lisy na chmel z roku 1964.

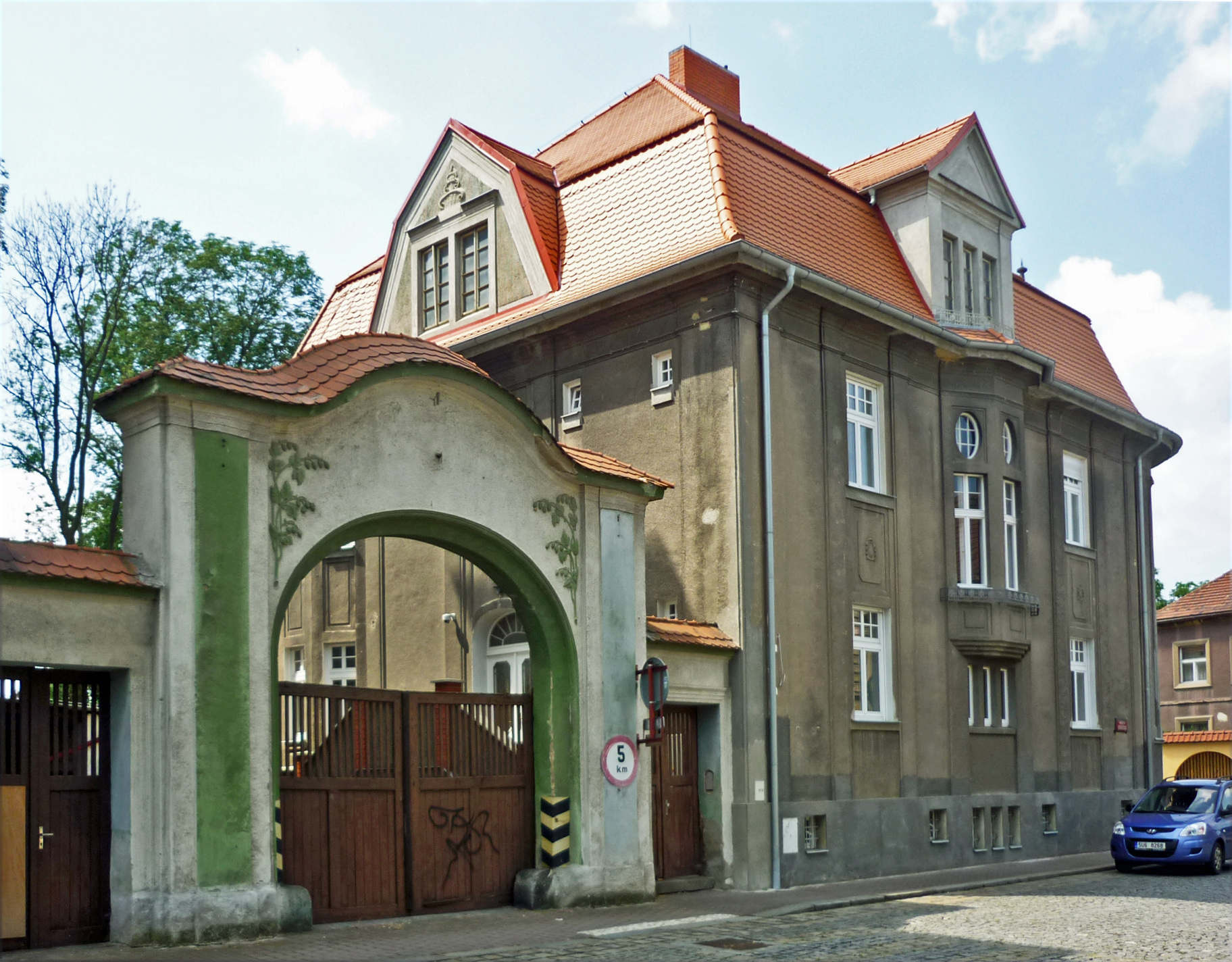

### Brána
Hlavní vjezd do celého areálu tvoří barokizující brána s eliptickým pasem na pilířích, jejíž rozpětí činí asi šest metrů, s odstupňovaným půlkruhovým ostěním a  obíhající jednoduchou profilací. Ukončení v ose je vyboulením a po stranách mírně konkávní prohnutí. Plocha nad záklenkem vjezdu je zdobená reliéfy chmelové révy a původně zde byl napsán i název firmy. K bráně navazuje dvojice vstupních branek dvoukřídlými vrátky s laťovanou horní polovinou výplně v profilované šambráně, čímž vytváří symetrický trojosý vstup do celého areálu .

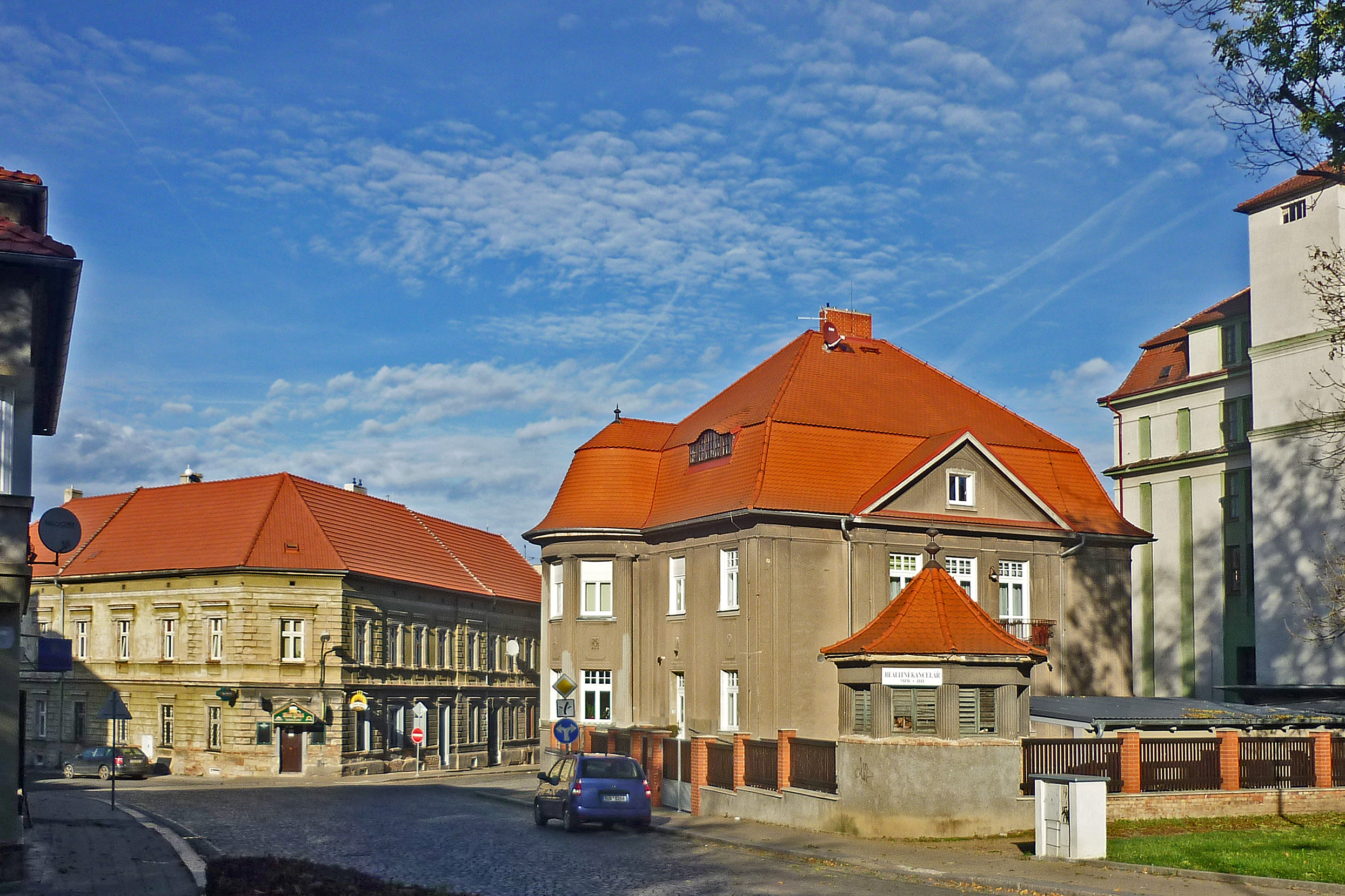

### Zahradní pavilon
V jihozápadním nároží zahrady byl postaven zděný zahradní pavilon. Na hladkou spodní podezdívku navazuje šestiboká horní část. Tato část je prolomena pěticí okenních os a jedním jednokřídlým vstupem, který směřuje na severovýchod a má žaluziovou úpravu. Okna jsou dvoukřídlá a žaluziová, které od sebe oddělují kanelované polosloupy bez hlavice a patky. Na polosloupy dosedá široká korunní římsa, na níž je jehlancová střecha. Ta je rozšířená námětky a krytá pálenou střešní taškou bobrovkou.